# 394 a. C.
El año 394 a. C. fue un año del calendario romano prejuliano. En el Imperio romano se conocía como el Año del Tribunado de Camilo, Poplícola, Medulino, Albino, Mamercino y Escipión (o, menos frecuentemente, año 360 Ab urbe condita). 

## Acontecimientos
- Batalla de Nemea
- Batalla de Cnidos
- Batalla de Coronea, victoria espartana sobre Atenas y Tebas.

## Fallecimientos
- Pisandro, general espartano, en la Batalla de Cnidos.